# R.A.M.O.N.E.S.
R.A.M.O.N.E.S. est une chanson de Motörhead, écrite en hommage aux Ramones et publiée sur l'album 1916 paru en 1991.
Les Ramones l'ont reprise en 1995 : cette reprise, chantée par C.J. Ramone, figure sur le single de l'album Adios Amigos ainsi qu'en piste bonus sur les rééditions anglaises de cet album sorties sur le label Captain Oï.
Une autre version studio est enregistrée, avec Joey Ramone au chant. Elle figure en piste bonus de l'album live Greatest Hits Live, ainsi que dans la compilation Weird Tales Of The Ramones. Cette version est également la musique accompagnant le menu du DVD RAW.
Elle fait partie de la liste des titres joués lors des derniers concerts des Ramones. C'est C.J. Ramone qui la chante, et lors du tout dernier concert qui a lieu le 6 août 1996 à Hollywood (The Palace), enregistré pour l'album live We're Outta Here!, le groupe reprend une dernière fois ce morceau, accompagné par Lemmy Kilmister,.